# なんでもねだり
「なんでもねだり」は、KANA-BOONの楽曲で、メジャー6枚目のシングル。2015年5月13日にKi/oon Musicから発売された。

## 概要
前作「シルエット」から約半年ぶりのリリース。
初回生産限定盤はDVD付き。DVDには「ないものねだり」のPVのパロディとメイキング映像を収録。
表題曲「なんでもねだり」は、資生堂「ANESSA」コマーシャルソングに起用されており、KANA-BOON初のCMソングのタイアップとなった。PVはメンバーが学ランを着て撮影され、また初の振り付けとなるダンスを披露している。設定は中学校となっているが、撮影場所は千葉県鴨川市に存在する文理開成高等学校で撮影された。振り付けは竹中夏海が担当。PVに登場するバドミントン部員の一人として、アイドルグループ、プリズム☆メイツのメンバーであるゆうかこと高柳祐花 や、麗タレントプロモーションに所属している柿原敏人、すイエんサーガールズのメンバーである松山莉奈 などが出演している。
2015年5月19日付のオリコンウィークリーシングルチャートで初登場9位と、メジャー3rdシングル「フルドライブ」以来3作ぶりにトップ10入りを獲得。

## 収録曲
| 全作詞・作曲: 谷口鮪、全編曲: KANA-BOON。 |                                          |        |            |      |
| #                                         | タイトル                                 | 作詞   | 作曲・編曲 | 時間 |
| 1.                                        | 「なんでもねだり」(資生堂「ANESSA」CM曲) | 谷口鮪 | 谷口鮪     | 5:17 |
| 2.                                        | 「watch!!」                              | 谷口鮪 | 谷口鮪     | 3:42 |
| 3.                                        | 「タイムトリッパー」                     | 谷口鮪 | 谷口鮪     | 3:41 |
| 合計時間:                                 | 合計時間:                                | 12:42  |            |      |